# Arrondissement de Joigny
L'arrondissement de Joigny est une ancienne subdivision administrative française du département de l'Yonne créée le 17 février 1800 et supprimée le 10 septembre 1926. Les cantons furent rattachés entre les arrondissements de Sens et Auxerre.

## Composition
Il comprenait les cantons de Aillant-sur-Tholon, Brienon-sur-Armançon, Cerisiers, Charny, Joigny, Migennes, Saint-Julien-du-Sault et Villeneuve-sur-Yonne.

## Sous-préfets
| Période           | Période           | Identité                    | Fonction précédente                                                                      | Observation                                                                                       |
| ----------------- | ----------------- | --------------------------- | ---------------------------------------------------------------------------------------- | ------------------------------------------------------------------------------------------------- |
|                   |                   |                             |                                                                                          |                                                                                                   |
| 2 août 1815       | 22 juillet 1818   | Pierre Dugied               | Secrétaire général de la préfecture du Bas-Rhin                                          | Nommé préfet des Basses-Alpes                                                                     |
|                   |                   |                             |                                                                                          |                                                                                                   |
| 30 juin 1843      | 19 décembre 1846  | Charles Lautour-Mézeray     | Sous-préfet de Bellac                                                                    | Nommé sous-préfet de Toulon                                                                       |
| 26 janvier 1847   | février 1848      | Pierre Baylin de Monbel     | Sous-préfet de Nérac                                                                     | Révoqué à la révolution française de 1848                                                         |
|                   |                   |                             |                                                                                          |                                                                                                   |
| 1er mars 1863     | 30 octobre 1867   | Charles Le Myre de Vilers   | Enseigne de vaisseau                                                                     | Nommé sous-préfet de Bergerac                                                                     |
| 30 octobre 1867   | 16 mars 1870      | Charles Lemercier           | Secrétaire général de la préfecture du Finistère                                         | Nommé secrétaire général de la préfecture du Haut-Rhin                                            |
| 31 janvier 1870   | 21 septembre 1870 | Louis Monestier             | Sous-préfet de Montbéliard                                                               | Remplacé et nommé sous-préfet de Fougères en 1871                                                 |
|                   |                   |                             |                                                                                          |                                                                                                   |
| 4 avril 1872      | 30 avril 1874     | Joseph Drouet               | Reste à Châlons-sur-Marne malgré l'occupation de la préfecture par un personnel allemand | Nommé sous-préfet de Vouziers                                                                     |
|                   |                   |                             |                                                                                          |                                                                                                   |
| 24 mai 1877       | 31 mai 1877       | Henri Gignoux de Bernède    | Sous-préfet de Civray                                                                    | Mis en non activité à la Crise du 16 mai 1877                                                     |
| 30 décembre 1877  | 3 septembre 1879  | René Allain-Targe           | Maire de Parnay                                                                          | Nommé sous-préfet de Sens                                                                         |
| 3 septembre 1879  | 4 avril 1883      | Joseph Girard de Vasson     | Sous-préfet de La Réole                                                                  | Nommé sous-préfet de Provins                                                                      |
| 4 avril 1883      | 2 mars 1885       | Victor Jacquemont du Donjon | Sous-préfet de Brioude                                                                   | Nommé sous-préfet de Melle                                                                        |
| 2 mars 1885       |                   | Jules Simon                 | Sous-préfet d'Espalion                                                                   | Mort en fonction                                                                                  |
| 27 novembre 1886  | 6 octobre 1894    | Jean Justin                 | Secrétaire général de la préfecture de la Sarthe                                         | Nommé sous-préfet d'Oloron                                                                        |
| 6 octobre 1894    | 25 janvier 1902   | Pierre Buy                  | Sous-préfet de Pithiviers                                                                | Retraite                                                                                          |
| 25 janvier 1902   | 22 septembre 1905 | René Franco                 | Sous-préfet de Saint-Sever                                                               | Remplacé                                                                                          |
| 22 septembre 1905 | 17 mars 1906      | Marcel Maupoil              | Sous-préfet de Charolles                                                                 | Nommé chef adjoint de cabinet du président du conseil et ministre de la justice Ferdinand Sarrien |
| 29 mars 1906      | 31 janvier 1914   | Charles Bailly              | Sous-préfet de Remiremont                                                                | Nommé secrétaire général de la préfecture de l'Oise et meurt en fonction                          |
| 31 janvier 1914   | 15 juillet 1914   | Lucien Bilange              | Sous-préfet de Louviers                                                                  | Mobilisé                                                                                          |
| 15 juillet 1914   | 2 janvier 1915    | Georges Desbrest            | Secrétaire général de la préfecture des Deux-Sèvres                                      | Nommé sous-préfet de Sens                                                                         |
| 2 janvier 1915    | 15 décembre 1917  | Eugène François             | Sous-préfet de Gannat                                                                    | En Intérim pour la durée de la guerre                                                             |
| 15 décembre 1917  | 24 février 1919   | Georges Roussillon          | Chef adjoint de cabinet du ministre des travaux publics Fernand David                    | Nommé sous-préfet de Mamers                                                                       |
| 24 février 1919   | 22 octobre 1920   | Eugène François             |                                                                                          | Revient en poste Nommé sous-préfet de Châteaulin                                                  |
| 22 octobre 1920   | 8 septembre 1923  | Pierre Vignon               | Sous-préfet d'Arcis-sur-Aube                                                             | Nommé sous-préfet de Miliana en Algérie française                                                 |
| 8 septembre 1923  | 22 septembre 1926 | Pierre Gerbereux            | Sous-préfet de Rochechouart                                                              | Rattaché à la préfecture de l'Yonne à la fermeture de la sous-préfecture                          |

## Liens
- Organisation administrative de l'Empire dans l'almanach impérial pour l'année 1810